# Tuntungpahit
Tuntungpahit is een bestuurslaag in het regentschap Purworejo van de provincie Midden-Java, Indonesië. Tuntungpahit telt 672 inwoners (volkstelling 2010).